# Dassa-Zumé
Dassa-Zumé ou Dassa-Zumê (em francês: Dassa-Zoumé) é uma cidade no Benim, sobre a ferrovia Cotonou-Paracu e da principal rodovia norte-sul. A comuna cobre uma área de 1.711 quilômetros quadrados e em 2013, tinha uma população de 112 122 pessoas.